# Tinfou
 (avril 2009).
Tinfou est un village marocain situé dans la région Drâa-Tafilalet à vingt-six de kilomètres de Zagora et à quatre kilomètres environ de Zaouïa Naciria et de Tamegroute très connu par sa bibliothèque. Malheureusement, la plupart de ses livres se trouvent actuellement à Rabat.
Le village est célèbre par ses dunes de sable qui se dressent à proximité[réf. souhaitée].